# Boet van Dulmen
Antonius Pius Maria van Dulmen, detto Boet (Ammerzoden, 19 maggio 1948 – Ammerzoden, 16 settembre 2021), è stato un pilota motociclistico olandese.

## Carriera
Le sue prime presenze nelle gare del motomondiale risalgono alla stagione 1974 con una MZ nella classe 250, ma ottenne i suoi primi punti iridati in classe 350 guidando una Yamaha nel GP di Finlandia del 1975.

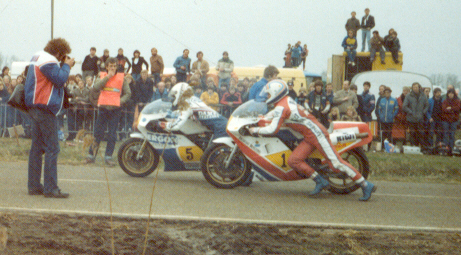
van Dulmen (a destra) in una dimostrazione di partenza a spinta.

Dopo aver gareggiato la stagione successiva sempre nella classe 350, affiancandola però a partecipazioni anche nella classe inferiore e in quella superiore, dal motomondiale 1977 si dedica pressoché completamente alle competizioni della classe 500, classe in cui sarà presente nelle classifiche sino al 1986.
In totale ha vinto un gran premio nel 1979 (sempre nel GP di Finlandia dove aveva ottenuto anche i suoi primi punti) e ottenuto 4 piazzamenti sul podio.
Ai suoi risultati in campo internazionale vanno aggiunti anche quattro titoli nazionali nei campionati olandesi di velocità.
È deceduto il 16 settembre 2021 in un incidente stradale alla guida di una bicicletta.

## Risultati del motomondiale

### Classe 250
| 1974 | Classe | Moto |    |   |    |   |   |   |   |   |   |    |   |   |  |  | Punti | Pos. |
| ---- | ------ | ---- | -- | - | -- | - | - | - | - | - | - | -- | - | - |  |  | ----- | ---- |
| 1974 | 250    | MZ   | NE | - | NE | - | - | - | - | - | - | 27 | - | - |  |  | 0     |      |

| 1975 | Classe | Moto   |   |   |    |   |   |  |   |   |   |    |   |   |  |  | Punti | Pos. |
| ---- | ------ | ------ | - | - | -- | - | - |  | - | - | - | -- | - | - |  |  | ----- | ---- |
| 1975 | 250    | Yamaha | - | - | NE | - | - |  | - | - | - | 12 | - | - |  |  | 0     |      |

| 1976 | Classe | Moto   |   |    |   |   |  |   |    |   |   |   |   |   |  |  | Punti | Pos. |
| ---- | ------ | ------ | - | -- | - | - |  | - | -- | - | - | - | - | - |  |  | ----- | ---- |
| 1976 | 250    | Yamaha | - | NE | - | - |  | - | 14 | - | - | - | - | 7 |  |  | 4     | 26º  |

| Legenda | 1º posto        | 2º posto            | 3º posto            | A punti      | Senza punti        | Grassetto – Pole position Corsivo – Giro più veloce |
| Legenda | Gara non valida | Non qual./Non part. | Ritirato/Non class. | Squalificato | '-' Dato non disp. | Grassetto – Pole position Corsivo – Giro più veloce |

### Classe 350
| 1974 | Classe | Moto        |   |   |   |   |   |    |    |   |   |    |   |   |  |  | Punti | Pos. |
| ---- | ------ | ----------- | - | - | - | - | - | -- | -- | - | - | -- | - | - |  |  | ----- | ---- |
| 1974 | 350    | MZ e Yamaha | - | - | - | - | - | 12 | NE | - | - | NE | - | - |  |  | 0     |      |

| 1975 | Classe | Moto        |    |   |    |   |   |  |   |    |    |   |   |   |  |  | Punti | Pos. |
| ---- | ------ | ----------- | -- | - | -- | - | - |  | - | -- | -- | - | - | - |  |  | ----- | ---- |
| 1975 | 350    | MZ e Yamaha | 12 | - | 11 | - | - |  | - | NE | NE | 8 | - | - |  |  | 3     | 36º  |

| 1976 | Classe | Moto   |     |  |   |  |  |  |    |    |  |  |  |   |  |  | Punti | Pos. |
| ---- | ------ | ------ | --- |  | - |  |  |  | -- | -- |  |  |  | - |  |  | ----- | ---- |
| 1976 | 350    | Yamaha | Rit |  | 8 |  |  |  | NE | NE |  |  |  | 8 |  |  | 6     | 25º  |

| Legenda | 1º posto        | 2º posto            | 3º posto            | A punti      | Senza punti        | Grassetto – Pole position Corsivo – Giro più veloce |
| Legenda | Gara non valida | Non qual./Non part. | Ritirato/Non class. | Squalificato | '-' Dato non disp. | Grassetto – Pole position Corsivo – Giro più veloce |

### Classe 500
| 1975 | Classe | Moto   |  |    |    |  |  |  |  |  |  |  |  |    |  |  | Punti | Pos. |
| ---- | ------ | ------ |  | -- | -- |  |  |  |  |  |  |  |  | -- |  |  | ----- | ---- |
| 1975 | 500    | Yamaha |  | NE | 16 |  |  |  |  |  |  |  |  | NE |  |  | 0     |      |

| 1976 | Classe | Moto            |    |    |     |    |  |     |    |  |     |   |   |    |  |  | Punti | Pos. |
| ---- | ------ | --------------- | -- | -- | --- | -- |  | --- | -- |  | --- | - | - | -- |  |  | ----- | ---- |
| 1976 | 500    | Yamaha e Suzuki | 10 | 13 | Rit | NE |  | Rit | 13 |  | Rit | 8 | 6 | NE |  |  | 9     | 25º  |

| 1977 | Classe | Moto   |  |     |    |   |    |    |    |  |  |  |  |     |     |  | Punti | Pos. |
| ---- | ------ | ------ |  | --- | -- | - | -- | -- | -- |  |  |  |  | --- | --- |  | ----- | ---- |
| 1977 | 500    | Suzuki |  | Rit | 10 | 9 | NE | 12 | NE |  |  |  |  | Rit | Rit |  | 3     | 27º  |

| 1978 | Classe | Moto   |  |    |   |    |   |   |     |    |   |     |   |    |    |  | Punti | Pos. |
| ---- | ------ | ------ |  | -- | - | -- | - | - | --- | -- | - | --- | - | -- | -- |  | ----- | ---- |
| 1978 | 500    | Suzuki |  | 11 | 8 | 21 | 9 | 8 | Rit | 11 | 7 | Rit | 8 | NE | NE |  | 15    | 13º  |

| 1979 | Classe | Moto   |  |    |     |     |   |   |   |    |   |   |   |    |     |  | Punti | Pos. |
| ---- | ------ | ------ |  | -- | --- | --- | - | - | - | -- | - | - | - | -- | --- |  | ----- | ---- |
| 1979 | 500    | Suzuki |  | NC | Rit | Rit | 6 | 5 | 4 | NP | 3 | 1 | 5 | NE | Rit |  | 50    | 6º   |

| 1980 | Classe | Moto   |     |    |    |    |   |   |     |    |    |     |  |  |  |  | Punti | Pos. |
| ---- | ------ | ------ | --- | -- | -- | -- | - | - | --- | -- | -- | --- |  |  |  |  | ----- | ---- |
| 1980 | 500    | Yamaha | Rit | 18 | 19 | NE | 4 | 9 | Rit | 16 | NE | Rit |  |  |  |  | 10    | 14º  |

| 1981 | Classe | Moto   |    |   |   |   |   |    |   |   |   |     |   |     |   |    | Punti | Pos. |
| ---- | ------ | ------ | -- | - | - | - | - | -- | - | - | - | --- | - | --- | - | -- | ----- | ---- |
| 1981 | 500    | Yamaha | NE | 5 | 4 | 4 | 8 | NE | 7 | 2 | 5 | Rit | 6 | Rit | 2 | NE | 64    | 6º   |

| 1982 | Classe | Moto            |    |   |        |  |  |   |   |    |     |   |    |    |     |   | Punti | Pos. |
| ---- | ------ | --------------- | -- | - | ------ |  |  | - | - | -- | --- | - | -- | -- | --- | - | ----- | ---- |
| 1982 | 500    | Suzuki e Yamaha | 11 | 5 | [ 11 ] |  |  | 6 | 7 | 11 | Rit | 7 | NE | NE | Rit | 7 | 23    | 12º  |

| 1983 | Classe | Moto   |     |     |     |    |    |    |   |   |   |   |    |   |  |  | Punti | Pos. |
| ---- | ------ | ------ | --- | --- | --- | -- | -- | -- | - | - | - | - | -- | - |  |  | ----- | ---- |
| 1983 | 500    | Suzuki | Rit | Rit | Rit | 10 | 11 | 10 | 7 | 8 | 9 | 8 | 12 | 8 |  |  | 17    | 11º  |

| 1984 | Classe | Moto   |   |   |   |   |   |     |  |  |     |    |   |   |  |  | Punti | Pos. |
| ---- | ------ | ------ | - | - | - | - | - | --- |  |  | --- | -- | - | - |  |  | ----- | ---- |
| 1984 | 500    | Suzuki | 7 | 7 | 5 | 8 | 9 | Rit |  |  | Rit | 19 | 7 | 9 |  |  | 25    | 8º   |

| 1985 | Classe | Moto  |    |     |    |    |   |    |   |   |     |   |    |    |  |  | Punti | Pos. |
| ---- | ------ | ----- | -- | --- | -- | -- | - | -- | - | - | --- | - | -- | -- |  |  | ----- | ---- |
| 1985 | 500    | Honda | 18 | Rit | 10 | 13 | 8 | 14 | 4 | 9 | Rit | 7 | 14 | 17 |  |  | 18    | 10º  |

| 1986 | Classe | Moto  |    |   |    |    |    |    |   |    |    |    |    |    |  |  | Punti | Pos. |
| ---- | ------ | ----- | -- | - | -- | -- | -- | -- | - | -- | -- | -- | -- | -- |  |  | ----- | ---- |
| 1986 | 500    | Honda | 15 | 6 | 13 | 10 | 13 | 12 | 9 | 14 | 12 | 13 | 18 | NE |  |  | 8     | 12º  |

| Legenda | 1º posto        | 2º posto            | 3º posto            | A punti      | Senza punti        | Grassetto – Pole position Corsivo – Giro più veloce |
| Legenda | Gara non valida | Non qual./Non part. | Ritirato/Non class. | Squalificato | '-' Dato non disp. | Grassetto – Pole position Corsivo – Giro più veloce |